# Mirka bieszczadzka
Mirka bieszczadzka (Capraiuscola ebneri) – górski gatunek owada prostoskrzydłego z rodziny szarańczowatych (Acrididae), bardziej znany pod wcześniejszą, synonimiczną nazwą Miramella ebneri. Gatunek został po raz pierwszy opisany naukowo z Rumunii (Sinaia). Występuje endemicznie w Karpatach.
Wyróżniono dwa podgatunki:
- C. e. ebneri (Galvagni, 1953) – podgatunek nominatywny występujący powszechnie w  Karpatach Południowych i Wschodnich[3],
- C. e. carpathica (Cejchan, 1958) – rzadszy od poprzedniego.

W Polsce jest gatunkiem bardzo rzadkim, stwierdzonym jedynie w Bieszczadach.